# Ion Insausti Jiménez
Pour les articles homonymes, voir Jiménez.
Pas d'image ? Cliquez ici

a Compétitions nationales et continentales officielles uniquement.

b Matchs officiels uniquement.
Dernière mise à jour le 12 novembre 2024.
Ion Insausti Jiménez (né le 27 avril 1984 à Hernani) est un joueur espagnol de rugby à XV. Il joue au poste de pilier et mesure 1,80 m pour 110 kg. 

## Biographie
Ion Insausti Jiménez a participé aux qualifications pour la Coupe du monde de rugby à XV 2007.

## Équipe nationale
Il a effectué son premier test match avec l'Espagne le 5 novembre 2005 à l'occasion d'un match contre l'équipe du Japon (défaite 44-29).